# بخش دربهنگا
بخش دربهنگا (به انگلیسی: Darbhanga division) یک منطقهٔ مسکونی در هند است که در بیهار واقع شده‌است. بخش دربهنگا ۱۲٬۶۵۲٬۷۹۷ نفر جمعیت دارد.